# Heterodiadema
Heterodiadema is een geslacht van uitgestorven zee-egels uit de familie Heterodiadematidae.

## Soorten
- Heterodiadema libycum (Desor, 1846) †